# Hylomys dorsalis
Hylomys dorsalis és una espècie de mamífer eulipotifle de la família dels erinacèids. És endèmic de l'illa de Borneo (Indonèsia), on viu a altituds d'entre 1.280 i 3.413 msnm. Ocupa diversos tipus de boscos montans. És un representant gros del gènere Hylomys, amb una llargada de cap a gropa de 135 mm i un pes de 61 g (valors mitjans). Descrit originalment com una subespècie del gimnur petit (H. suillus), el 2023 fou elevat a la categoria d'espècie.